# Marek Skierkowski (koszykarz)
Marek Skierkowski (ur. 1956) – polski koszykarz, występujący na pozycji środkowego, medalista mistrzostw Polski.

## Osiągnięcia
Drużynowe
- Brązowy medalista mistrzostw Polski (1978)
- Awans do najwyższej klasy rozgrywkowej:
  - z ŁKS-em Łódź (1975, 1980)
  - ze Społem Łódź (1985)